# مشکان (خوشاب)
مشکان شهری از توابع بخش مشکان در شهرستان خوشاب استان خراسان رضوی ایران است.

## جمعیت
جمعیت آن بر اساس سرشماری سال ۱۳۹۵ برابر ۳۵۴۰ نفر (۷۱۲ خانوار) بوده‌است.

## موقعیت
این شهر در شمال ایستگاه راه‌آهن سبزوار در حدود ۲۱ کیلومتری شهر سلطان آباد، ۵۵ کیلومتری شهر سبزوار، ۱۱۵ کیلومتری شهر قوچان و ۸۰ کیلومتری شهر نیشابور واقع شده‌است.

## تاریخچه
پیشینه این شهر به زمانهای بسیار دور(۱۰۳۰ میلادی) بازمی‌گردد. نام این شهر از نام بونصر مشکان استاد حسنک وزیر گرفته شده که آرامگاه وی در این شهر واقع است.

## زبان
زبان عامیانه این منطقه ترکی خراسانی می‌باشد، این زبان از خانواده زبانهای اوغوز تعلق دارد. ترک‌های خراسان از نوادگان سربازان قزلباش هستند که همراه با شمار زیادی از کردهای خراسان در دوران صفوی برای نگهبانی از مرزهای شمال شرقی ایران در برابر یورش‌های دولت ازبکان به همراه خانواده‌هایشان از آناتولی به خراسان کوچانده شدند.
در مشکان علاوه بر زبان ترکی، گویش‌های کردی و بلوچی نیز رواج دارد.

## درآمد منطقه ومحصولات کشاورزی
عمده درآمد مردم مشکان از طریق کشاورزی و دامداری تامین می‌شود. در چند سال اخیر صنعت سراجی نیز در بین جوانان مشکان رواج یافته است.
از محصولات کشاورزی مهم این منطقه می‌توان به چغندرقند، زیره، پنبه، گندم و جو، پسته و زعفران و نیز هندوانه و خربزه اشاره کرد.
خربزه این شهر از نوع خاصی است.